# Bejskij rajon
Il Bejskij rajon è un distretto della Repubblica Autonoma della Chakassia, Russia. Il capoluogo è Beja.